# Солнцево — Бутово — Варшавское шоссе
Автодорога Солнцево — Бутово — Варшавское шоссе — дублёр МКАД на юго-западе и юге Москвы в Новомосковском административном округе. В настоящее время действует участок от Боровского шоссе до улицы Поляны. Общая протяженность автодороги с учетом развязок превысит 95 км. Полностью завершить строительство автодороги планируется в 2026 году.

## История
Автодорога начала строиться в 2016 году и первоначально называлась «Солнцево — Бутово — Видное».

## Проект
Автодорога «Солнцево — Бутово — Варшавское шоссе» свяжет четыре вылетные магистрали Москвы: Боровское, Киевское, Калужское и Варшавское шоссе. Автодорога состоит из следующих участков в направлении с юго-запада на юг от Москвы.
- Участок 3 — Проектируемый проезд № 7085 длиной 3,5 км от Боровского шоссе в районе метро «Рассказовка» до Киевского шоссе открыт 11 января 2023 года[5].
- Участок 1 — Проектируемый проезд № 7029 длиной 7 км от Киевского до Калужского шоссе открыт 29 августа 2018 года[6]. В соответствии с решением Совета депутатов поселения Сосенское № 81/3 от 5 июля 2022 года участок получил название Филатовское шоссе.
- Участок 2 — от Калужского шоссе до ТПУ «Столбово» (метро «Новомосковская») длиной 2,2 км открыт 14 июня 2019 года[7].
- Участок 4-1 — от ТПУ Столбово до улицы Эдварда Грига открыт 9 августа 2024 года[8].
- Участок 4-2 — от улицы Эдварда Грига до улицы Поляны в Южном Бутово открыт 15 августа 2025 года[9].
- Участок 5 — от улицы Поляны до Варшавского шоссе длиной более 3,5 км планируется открыть в 2026 году. В районе Варшавского шоссе трасса будет соединена с Московским скоростным диаметром.

На участках 1, 2, 4 от Саларьевской улицы (ведет к ТПУ «Саларьево») до улицы Поляны автодорога совмещена с Сокольнической линией метро, на которой расположены 5 станций: «Филатов Луг» , «Прокшино», «Ольховая», «Новомосковская» и «Потапово». На перегоне «Филатов Луг» — «Прокшино» имеется совмещённый автомобильный и метромост через Коряжкинский ручей.

## Продление на запад
В декабре 2022 году было закончено строительство участка Внуковского шоссе от Минского до Боровского шоссе (Железнодорожная улица — Проектируемый проезд 7083 — Проектируемый проезд 6574), что позволило соединить трассу «Солнцево — Бутово — Варшавское шоссе» с Минским шоссе.

## Продление на восток
После Варшавского шоссе автодорога «Солнцево — Бутово — Варшавское шоссе» будет соединена с «Южно-Лыткаринской автодорогой», которая пересечет Симферопольское шоссе, автодорогу Дон, Каширское шоссе, пройдет в обход города Лыткарино, далее пересечет Новорязанское шоссе, трассу М-12 и дойдет до Носовихинского шоссе в районе Железнодорожный города Балашиха.